# Kučer
 Kučer  falu Horvátországban Zágráb megyében. Közigazgatásilag Krašićhoz tartozik.

## Fekvése
Zágrábtól 42 km-re délnyugatra, községközpontjától 3 km-re északnyugatra a Zsumberki-hegység lejtőin fekszik. 

## Története
A falunak 1857-ben 38, 1910-ben 54 lakosa volt. Trianon előtt Zágráb vármegye Jaskai járásához tartozott. 2001-ben 49 lakosa volt. 

## Lakosság
| Lakosság változása | Lakosság változása | Lakosság változása | Lakosság változása | Lakosság változása | Lakosság változása | Lakosság változása | Lakosság változása | Lakosság változása | Lakosság változása | Lakosság változása | Lakosság változása | Lakosság változása | Lakosság változása | Lakosság változása |
| ------------------ | ------------------ | ------------------ | ------------------ | ------------------ | ------------------ | ------------------ | ------------------ | ------------------ | ------------------ | ------------------ | ------------------ | ------------------ | ------------------ | ------------------ |
| 1857               | 1869               | 1880               | 1890               | 1900               | 1910               | 1921               | 1931               | 1948               | 1953               | 1961               | 1971               | 1981               | 1991               | 2001               |
| 38                 | 47                 | 56                 | 53                 | 42                 | 54                 | 68                 | 88                 | 102                | 98                 | 88                 | 82                 | 73                 | 51                 | 49                 |

## Külső hivatkozások
Krašić hivatalos oldala